# Улай (художник)
Улай (нім. Ulay), справжнє ім'я Франк Уве Лайсіпен (нім. Frank Uwe Laysiepen); (30 листопада 1943 , Золінген, Рейнська провінція  — 2 березня 2020 , Любляна ) — німецький художник-концептуаліст, перформансист.

## Дитинство та початок творчого шляху
Більша частина дитинства Уве збіглася з повоєнним часом. Оскільки мати не могла утримувати сім'ю, хлопчикові довелося працювати нарівні з дорослими, щоб відновити країну після розрухи.
Ще в шкільні роки Улай зацікавився світовою культурою та історією мистецтва, особливо театральною справою. Після школи Уве ухвалив рішення виїхати з рідного міста та вирушити до Європи. Деякий час він мандрував містами та країнами, вивчав життя і шукав самого себе, доки не оселився в Амстердамі.
Крім перформансу, Улай займався також фотомистецтвом, використовуючи фотографії як концептуальні жести.
З 1968 по 1971 р. Улай працював консультантом у компанії «Polaroid». У цей час він почав активно займатися фотографією, вивчаючи теоретичну частину та проводячи власні експерименти щодо створення нових візуальних образів.
Прикладом є його рання робота S'He (1973-1974). На знімках знято самого Улая відразу у двох образах: правий бік тіла зображує чоловіка, лівий — жінку. Кордон між статями чітко розділена, і якщо подивитися на людину у профіль, то можна побачити лише одну її частину: чоловічу чи жіночу. Фотографії також підписані складовим ім'ям PA-ULA-Y.
У 1976 році в художньому музеї De Appel в Амстердамі Улай організував два перформанси-фотосесії під назвою «FOTOTOT (Photo Death)». Тут він уперше почав працювати над розвінчуванням міфу про об'єктивність фотографії. Улай демонструє, що фотографування — це теж процес, певний алгоритм дій, що складається з набору операцій, що мають технічний характер і необхідні безпосередньо для створення зображення, але об'єкти, зафіксовані в результаті на знімку, ілюзорні і як будь-яка ілюзія вони не відповідають дійсності.
12 грудня 1976 року в ході акції «Злочинний дотик до мистецтва» Улай виніс із Нової національної галереї картину Карла Шпіцвега «Бідний поет» (хрестоматійний зразок німецького бідермайєра) та повісив її у квартирі турецьких заробітчан. Перформанс, який символізував зустріч мистецтва з тими верствами народу, які не можуть потрапити до музеїв, документувався оператором Йоргом Шмідтом-Райтвайном. Наступного дня Улай повернув викрадену картину в музей і здався поліції.

## Співпраця з Мариною Абрамович
Найбільшу популярність набув у роки творчої співпраці із сербською художницею Мариною Абрамович, з якою Улай познайомився у 1976 році в Амстердамі. В їх спільній творчості особливо була важлива ідея «колективної істоти», яку вони самі називали як «Інше».
Вони проводили серію перформансів, серед яких найбільш відомими були:
— «Відносини у просторі» (1976, показаний на Венеціанській бієнале) — під час перформансу оголені Марина та Улай біжать назустріч один одному і з силою стикаються, перформанс демонстрував ідею злиття двох початків — чоловічого та жіночого та ідею вільних стосунків.
— «Відносини в часі» (1977), Марина та Улай сплели своє волосся і просиділи спиною один до одного в подібному положенні 17 годин, причому публіка була допущена до зали лише в останню годину. Ідея полягала в акцентуванні уваги на тому, що підживлюючись енергією публіки людина підвищує рівень своїх можливостей.
— «Енергія спокою / Залишкова енергія» (1980), перформанс триває 4 хвилини, в ході яких Абрамович тримає лук, тоді як Улай тримає стрілу, націлену на її серце, і натягнуту тятиву. Серцебиття партнерів відслідковувалося, і кожен із них чув серцевий ритм іншого. Ідея перформансу полягала у показі безмежної довіри.
1980-го Улай і Марина вирішили одружитися, зустрівшись на середині Великої Китайської стіни. За сценарієм Улай мав розпочати свій шлях із пустелі, а Марина — з боку моря, що означало злиття стихій, чоловічого та жіночого початку. Але за ті вісім років, що вони чекали дозволу від китайської влади, зміст перформансу «Закохані» змінився: наслідували численні зради, Улай одружився з перекладачкою-китаянкою, яка завагітніла від нього під час поїздки — стосунки в парі ставали все більш напруженими І подорож по Великій китайській стіні стала не весіллям, а розставанням: вирушивши в дорогу з протилежних кінців, вони зустрілися посередині, щоб попрощатися один з одним. «Цей похід перетворився на закінчену особисту драму. Улай стартував із пустелі Гобі, я — від Жовтого моря. Після того, як кожен з нас пройшов 2500 кілометрів, ми зустрілися і попрощалися назавжди».
Втім, художники зустрілися у 2010 році на перформансі Марини «У присутності художника» у Нью-Йоркському музеї сучасного мистецтва.
Влітку 2017-го, через 30 років після розлучення, пара досягла примирення. Возз'єднання відбулося на сцені Музею сучасного мистецтва «Луїзіана», де відбулася найбільша виставка Марини Абрамович у Європі.
В інтерв'ю Улай сказав: «Все брудне та потворне між нами залишилося позаду. Насправді, це гарна історія». "Прекрасна робота, яку ми колись проробили разом, — ось що тепер має значення", — додала Марина.

## Подальша творчість
На початку 90-х Лейсіпен знову сфокусував свою увагу на фотографії. Він поринув у європейську історію, аналізував символіку націоналізму та імперіалізму та зібрав знімки у нову серію Berlin Afterimages (1994—1995).
Також займався проектами, присвяченими воді, зокрема тому, яку важливу роль вона відіграє в житті людини і як нерівнозначно до неї ставляться в африканських, арабських країнах та Нідерландах. В останні роки Улай жив у Любляні.
В інтерв'ю Brooklyn Rail у травні 2011 Улай сказав: «Нещодавно я вирішив, що тепер, коли питатимуть моє ім'я, я говоритиму — Вода (…) просто подумайте: наш мозок на 90 % складається з води, тіло — на 68 %. Це навіть не водна людина, а просто Вода: людей це бентежить, вони питають: „що, вибачте? ", А я знову кажу — "Вода". Це одразу ж дозволяє розпочати розмову на цю тему. Нове ім'я передає моє глибоке занепокоєння з цього питання».